# Polymera parvicornis
Polymera parvicornis är en tvåvingeart som beskrevs av Alexander 1932. Polymera parvicornis ingår i släktet Polymera och familjen småharkrankar. Inga underarter finns listade i Catalogue of Life.